# Доларт
Доларт (на немски: Dollart; на нидерландски: Dollart, Dollard) е плитък залив в южната част на Северно море, на североизточния бряг на Нидерландия и западния бряг на Германия. Простира се от северозапад на югоизток на протежение от 30 km, ширина до 12 km. Дълбочината на входа е до 9 m. Отделен е от морето чрез ивица от вати и западните острови на Източно Фризийските острови. Заливът се е образувал в края на 13-и век в резултат на потъване на сушата и заливането ѝ от морето. Най-голяма площ заливът има през 1520 г., след което постепенно големи участъци от него са осушени и превърнати в полдери. В източната му част чрез естуар се влива голямата рака Емс, а от юг – малката Вестерволдсе. По време на отлив (височина до 3 m) над 80% от залива се осушава и привлича множество птици, които се прехранват с морски мекотели. Източните и северните му брегове принадлежат на Германия и тук е разположен град Емден, а югозападните са нидерландска територия с главен град Делфзейл.